# (35066) 1988 SV1
1988 SV1 (asteroide 35066) é um asteroide da cintura principal. Possui uma excentricidade de 0.05068260 e uma inclinação de 10.42987º.
Este asteroide foi descoberto no dia 16 de setembro de 1988 por Schelte J. Bus em Cerro Tololo.